# Siem Bouk
Siem Bouk är ett distrikt i Kambodja.   Det ligger i provinsen Stung Treng, i den centrala delen av landet, 220 km nordost om huvudstaden Phnom Penh.